# ロトフィ・ザデー
ロトフィ・アスカー・ザデー（Lotfi Asker Zadeh、本名：ロトフィー・アリーアスキャルザーデ（ペルシア語: لطفی علی‌عسکرزاده Loṭfī ʿAlī-ʿAskar-Zāde）、1921年2月4日 - 2017年9月6日）はアゼルバイジャン・バクー生まれの、数学者・電気工学者・計算機科学者・人工知能学者。父親はアゼルバイジャン人（アルダビール州の出身地）、母親はユダヤ系ロシア人。ファジィ集合の提唱者として知られる。

## 経歴
イランで育ち、アルボルズ・ハイスクール、テヘラン大学で学ぶ。1946年にMITより電気工学修士号を、1949年にコロンビア大学より同じく電気工学の博士号を取得。1949年から1959年までコロンビア大学で教え、1957年に教授に昇格した。1959年から1992年までカリフォルニア大学バークレー校教授。
1965年にファジィ集合を、1973年にファジィ論理を提唱した。
1952年頃、John R. Ragazziniと共に離散信号の分析に対して有用なZ変換の研究、発展に寄与したとして知られている。
IEEEは2023年、ザデーの功績をたたえて、従前のIEEEダニエル・E・ノーブル賞をIEEEロトフィ・A・ザデー賞（IEEE Lotfi A. Zadeh Award for Emerging Technologies）と改称した。

## 主な受賞歴
- 本田賞 (1989年)
- IEEE栄誉賞（1995年）
- 大川賞（1996年）
- アレン・ニューウェル賞（2000年）
- ベンジャミン・フランクリン・メダル（2009年）

## 文献案内
- Lotfi Zadeh : From computing with numbers to computing with words — from manipulation of measurements to manipulation of perceptions in International Journal of Applied Math and Computer Science, pp. 307-324, vol. 12, no. 3, 2002.